# Туров, Евгений Акимович
Евгений Акимович Туров (27 января 1924 — 17 ноября 2007) — советский и российский физик, доктор физико-математических наук (1964), профессор (1966), член-корреспондент РАН (1991), заслуженный деятель науки РСФСР (1992).

## Биография
Родился в семье рабочих в селе Малотурово Больше-Сосновского района Пермского округа, Уральской области (ныне село не существует).
В 1941 г. поступил в Уральский государственный университет им. A.M. Горького (окончил с отличием в 1949). Участник Великой Отечественной войны, ушел добровольцем на фронт с первого курса. Воевал на Волховском фронте, гвардии сержант. Демобилизован по ранению в 1944 году.
С 1949 г. — в Институте физики металлов Уральского филиала АН (1963-88 — зав. отделом теор. физики, 1977-82 — зам. директора, с 1988 — главный научный сотрудник). Профессор УрГУ.
Работы по теории магнетизма: разработка симметрийного подхода к исследованию свойств магнитоупорядоченных веществ; развитие квантовомеханической теории магнитного резонанса в магнетиках и его использование для изучения свойств магнитных материалов; детальное теоретическое исследование кинетических явлений в магнитных средах; изучение динамики доменных границ и других солитоноподобных объектов и др.
В 1953 г. впервые применил метод вторичного квантования к s-d обменной модели С. В. Вонсовского, впервые последовательно рассчитал магнитную часть электросопротивления. В 1956 г. в соавторстве с Ю. П. Ирхиным впервые рассмотрел связанные магнон-фононные волны, положив начало широко развитому впоследствии направлению «магнитоакустика магнетиков». В частности, это привело Е. А. Турова и В. Г. Шаврова к использованию представлений о спонтанно нарушенной симметрии в магнитоакустике.
Объяснил магнитоупругую щель в спектре магнонов, открытую А. С. Боровиком-Романовым и Е. Г. Рудашевским в гематите. Разрешил вопрос о выборе между так называемыми моделями «свободной» или «застывшей» решётки («свободной» для квазифононов и «застывшей» для квазимагнонов). Важную роль для описания сигналов ядерных спиновых эхо сыграла его работа (совместно с М. И. Куркиным) по нелинейной динамике ядерных спинов в веществах с большим динамическим сдвигом частоты. Разработал методы описания различных типов обменных магнитных структур, допустимых симметрией кристаллов. Предсказал или объяснил целый ряд новых физических эффектов в указанных областях магнитофизики.
Развил новый раздел спиновой динамики магнетиков, основанный на учете проявления в ней магнитоэлектрического и антиферроэлектрического взаимодействий для самых различных типов магнетиков (ферро-, антиферро-, ферримагнетиков). Предсказал новый эффект — возбуждение ЯМР переменным электрическим полем — ядерный магнитоэлектрический резонанс (ЯМЭР).
Подготовил около 20 кандидатов и 10 докторов наук.
Скончался 17 ноября 2007 года в Екатеринбурге, похоронен на Северном кладбище.

## Награды
- Орден Ленина,
- «За заслуги перед Отечеством» IV степени
- Отечественной войны I степени,
- медалями «За отвагу» (20.06.1944)[2].
- В 1986 г. в составе коллектива авторов присуждена Государственная премия Украинской ССР за работы по магнитоупругим свойствам ферро- и антиферромагнетиков.
- Премия Уральского университета (2001) за книгу «Основы электродинамики материальных сред в переменных и неоднородных полях» совместно с Е. А. Памятных.